# Малі Горби (Новгородська область)
Малі Горби (рос. Малые Горбы) — присілок в Старорусському районі Новгородської області Російської Федерації.
Населення становить 31 особу. Входить до складу муніципального утворення Медниковське сільське поселення.

## Історія
Від 2004 року входить до складу муніципального утворення Медниковське сільське поселення.

## Населення
| 2010 |
| ---- |
| 31   |